# Paul Hampton
Paul Hampton (* 20. srpna 1937 Oklahoma City, Oklahoma), rodným jménem Paul Schwartz, je americký herec, textař a hudební skladatel.
Jako rock and rollový skladatel spolupracoval např. s Halem Davidem a Burtem Bacharachem, jeho písně interpretovali např. Sammy Davis, Jr., Bette Midler, Eddy Arnold, Tom Jones, Merle Haggard, Ricky Nelson, Elvis Presley, Gene Pitney či Johnny Cash.
Hereckou kariéru zahájil v roce 1958 rolí v muzikálu Senior Prom, v průběhu následujících desetiletí hrál v seriálech jako The Doris Day Show, The Smothers Brothers Comedy Hour, McCloud, Ironside, Combat! a Benson. Dále hrál např. ve filmech Víc mrtvý než živý, Billie zpívá blues či Věc zvaná láska. V roce 1993 ztvárnil v televizním sci-fi filmu Babylon 5: Vesmírný sumit postavu senátora, kterou si zopakoval v epizodě „Půlnoční útok“ (1994), prvním díle navazujícího seriálu Babylon 5.